# Речицы Малые
Речицы Малые — деревня в Гдовском районе Псковской области России. Входит в состав Юшкинской волости Гдовского района.
Расположена на берегу небольшого озера Торхово (в 1 км от берега Чудского озера), в 20 км к югу от райцентра Гдова и в 9 км к югу от волостного центра Юшкино. Юго-западнее находится деревня Сторожинец.

## Население
Численность населения деревни по оценке на 2000 год составляет 10 жителей.